# Gretamento
O gretamento é um problema que ocorre durante o assentamento de cerâmica de revestimento quando o esmalte se rompe devido à incompatibilidade de dilatação entre a base e o esmalte, agravada pela variação de umidade e temperatura.
Pode ser entendido como uma série de aberturas inferiores a 1 mm e que ocorrem na superfície esmaltada das placas.
O termo "gretamento" diz respeito às fissuras da superfície esmaltada, semelhantes a um fio de cabelo. Seu formato é, geralmente, circular, ou espiral, ou em forma de teia de aranha e é resultante da diferença de dilatação entre a massa e o esmalte, como já foi dito anteriormente. O ideal é que a massa dilate menos do que o esmalte.
A tendência ao gretamento é medida submetendo a placa cerâmica a uma pressão de vapor de cinco atmosferas (5atm), ou seja, a uma pressão cinco vezes maior que a pressão normal, por um período de duas horas.
Esse processo acelerado reproduz a EPU (Expansão por Umidade) que a placa sofrerá ao longo dos anos, depois de assentada.